# Ракова (притока Кисуци)
Ракова (словац. Raková) — річка в Словаччині; права притока Кисуци. Протікає в окрузі Чадця.
Довжина — 12 км. Витікає в масиві Яворники (частина Високі Яворники) на висоті 800 метрів (схил гори Якубовський Верх). Впадає Закопчанський потік.
Протікає територіями сіл Закопчє і Ракова. Впадає у Кисуцу  на висоті 420 метрів.